# Дитрих II фон Мюнстер
Дитрих II фон Мюнстер също Дитрих II фон Формбах-Винценбург (на немски: Dietrich II. von Münster; Dietrich II. von Formbach-Winzenburg; * ок. 1184; † 28 февруари 1127, замък Виндберг) е епископ на Мюнстер от 1118 до 1127 г.

## Произход и управление
Той е син на Херман фон Формбах и Виндберг († 1122) и първата му съпруга графиня Матилда фон Рейнхаузен. Брат е на граф Херман I фон Винценбург († 1152). Братовчед е на херцог и император Лотар III фон Суплинбург.
От 1110 г. Дитрих е каноник и от 1118 г. дякон на катедралата Мюнстер. Когато през 1118 г. епископ Буркард фон Мюнстер умира при връщането му от Константинопол, херцог Лотар фон Суплинбург поставя братовчед си на неговото место. Същата година неговият привърженик Удо фон Щаде пленява политическия му противник Херман II фон Верл.
В края на 1119 г. император Хайнрих V с гражданите (императорски привърженици) изгонват Дитрих от Мюстер. През 1120 г. херцог Лотар е враг на краля.
През зимата на 1120/21 г. Херман и Лотар с помощта на Херман I фон Винценбург и Ото и Готфрид фон Капенберг нападат Мюнстер. След грабежи и палежи, градът е победен на 2 февруари 1121 г. Дитрих се връща обратно като епископ в Мюнстер, където остава до смъртта си.